# اکسمو
اکسمو (روسی: Эксмо) شرکت انتشارات روس است، که در سال ۱۹۹۱ تأسیس شد.